# Джон Пайєл
Джон Пайєл (англ. John Pyel; бл. 1310–1382) — торговець середньовічної Англії, лорд-мер Лондона.

## Життєпис
Походив з родини торгівців Пайєл із Нортгемптонширу. Народився близько 1310 року в Іртлінгборо. Спочатку займався земельними операціями в рідному графстві. 1345 року був королівським чиновником в Кембриджширі.
Згодом перебрався до Лондона, де став одним з друзів та найближчих компаньйонів впливового купця Адама Френсі. Був власником кількох суден, що дозволяло йому торгувати на англійських й іноземних ринках. Зокрема, він експортував сукно, одяг та інші товари до Бордо, Лісабону і міст Кастилії. З 1350 року спільно з Адамом Френсі закуповував вовну в абатстві Салбі в Нортгемптонширі, робив це за допомогою своїх агентів-факторів, які діяли також в Гантінгдоні і Честері. Відомо також, що Пайєл займався поставками до Лондона продуктів харчування і товарів повсякденного попиту, головним чином, зі Східного Мідленду і Сассексу. Крім того, спільно з Френсі надавав кредити королю Едуарду III, що вів тоді Столітню війну. До кінця життя Джон Пайєл надав кредитів на суму 22 тис. фунтів.
Вперше письмово згадується 1361 року, коли обирається депутатом палати громад від Лондона. 1369 року обирається олдерменом від округу Бенардкаслу (залишався на цій посаді до самої смерті). 1370 року стає шеріфон Лондонського Сіті (до 1371 року).
1372 року стає лорд-мером Лондона. 1373 року обирається на другий термін. У 1375 році він отримав королівську ліцензію на заснування коледжу Святого Петра в Іртлінгборо (проект завершено 1388 року). 1376 року вдруге стає членом палати громад парламенту від Лондона. Був прихильником Джона Гонта, герцога Ланкастеру, якому активно допомагав в Лондоні. Після 1377 року відійшов від міських справ. Помер 1382 року.

## Власність
Основні володіння мав в графстві Нортегмптоні, а в Лондоні — на Коулменстрит та Брод-стрит. У 1354 році отримав права на значну частину манора Водфорд, а 22 квітня отримав його у довічне володіння. У липні 1360 року, після тривалої і складної процедури багаторазових трансферів, Джон Пайєл отримав у повне володіння манор Кренфорд. У вересні 1360 року здав цей манор у найм колишньому власнику Джону Дандліну та її дружині за умови виплати ренти в 18 фунтів стерлінгів у перший рік та 5 фунтів стерлінгів щорічно у наступний час. У листопаді 1363 року отримав частину бенефіція Водфордської парафії і додатково половину акра землі. 

## Родина
Дружина — Джоанна
Діти:
- син
- син